# Галињано (Кремона)
Галињано је насеље у Италији у округу Кремона, региону Ломбардија.
Према процени из 2011. у насељу је живело 938 становника. Насеље се налази на надморској висини од 90 м.